# 山口県道・広島県道117号乙瀬小方線
山口県道・広島県道117号乙瀬小方線（やまぐちけんどう・ひろしまけんどう117ごう おとぜおがたせん）は、山口県岩国市から広島県大竹市に至る一般県道である。

## 概要
山口県岩国市小瀬と広島県大竹市小方1丁目に至る。

### 路線データ
- 起点：山口県岩国市小瀬（山口県道135号北中山岩国線交点）
- 終点：広島県大竹市小方1丁目（新町陸橋南交差点、国道2号交点）

## 歴史
- 1960年（昭和35年）10月10日 - 山口県告示第602号および広島県告示第682号により認定される。
- 1972年（昭和47年）頃 - 現行の県道番号に変更される。

## 路線状況
山口県側の延長が数十mしかない。
国道186号との重用が終わり、再度単独区間に入る部分（大竹市小方町小方）は狭いので注意が必要である。

### 重複区間
- 国道186号（広島県大竹市穂仁原（おにはら） - 大竹市小方町小方）

### 道路施設

#### 橋梁
- 山口県
  - 乙瀬橋（小瀬川、岩国市小瀬 - 広島県大竹市穂仁原）
- 広島県
  - 下三ツ石橋（大竹市小方町小方 - 大竹市三ツ石町）
  - 中三ツ石橋（大竹市三ツ石町）
  - 御園大橋（大竹市御園2丁目）
  - 新町陸橋（山陽本線、大竹市御園2丁目 - 大竹市小方1丁目）

## 地理

### 通過する自治体
- 山口県
  - 岩国市
- 広島県
  - 大竹市

### 交差する道路
| 交差する道路              | 都道府県名 | 市町村名 | 交差する場所       | 交差する場所            |
| ------------------------- | ---------- | -------- | ------------------ | ----------------------- |
| 山口県道135号北中山岩国線 | 山口県     | 岩国市   | 小瀬               | 起点                    |
| 国道186号 重複区間起点    | 広島県     | 大竹市   | 穂仁原（おにはら） |                         |
| 国道186号 重複区間終点    | 広島県     | 大竹市   | 小方町小方         |                         |
| 国道2号 国道433号 重複    | 広島県     | 大竹市   | 小方1丁目          | 新町陸橋南交差点 / 終点 |

### 交差する鉄道
- 山陽本線

### 沿線
- 小瀬川（木野川）
- 亀居城跡 - 江戸時代初頭国境の警備のために福島正則によって築かれた広島城の支城だが、わずか数年で江戸幕府の圧力により取り壊された短命の城である。今は桜の名所であり、大竹市出身の作詞家石本美由起が生み出したヒット曲（「憧れのハワイ航路」・「悲しい酒」など）の歌詞を刻んだ詩碑が建てられている。
- 大竹市役所（終点付近）